# Anacardium othonianum
Anacardium othonianum là một loài thực vật có hoa trong họ Đào lộn hột. Loài này được Rizzini mô tả khoa học đầu tiên năm 1969.